# Фернандес, Эгберт
Эгберт Кармо Фернандес (англ. Egbert Carmo Fernandes, 25 июня 1941, Кисуму, Британская Кения — 6 ноября 2014, Канберра, Австралия) — кенийский хоккеист (хоккей на траве), нападающий.

## Биография
Эгберт Фернандес родился 25 июня 1941 года в кенийском городе Кисуму.
Играл в хоккей на траве за Гоанский институт в Найроби.
В 1958 году дебютировал в сборной Кении, сыграв против Англии в Найроби.
В 1960 году вошёл в состав сборной Кении по хоккею на траве на Олимпийских играх в Риме, занявшей 7-е место. Играл на позиции нападающего, провёл 4 матча, забил 1 мяч в ворота сборной Италии.
В 1964 году вошёл в состав сборной Кении по хоккею на траве на Олимпийских играх в Токио, занявшей 6-е место. Играл на позиции нападающего, провёл 8 матчей, забил 1 мяч в ворота сборной Нидерландов.
В 1968 году вошёл в состав сборной Кении по хоккею на траве на Олимпийских играх в Мехико, занявшей 8-е место. Играл на позиции нападающего, провёл 7 матчей, забил 2 мяча (по одному в ворота сборных Малайзии и Франции).
Умер 6 ноября 2014 года в австралийском городе Канберра.

## Семья
Старший брат Эгберта Фернандеса Эдгар Фернандес (род. 1938) также играл за сборную Кении по хоккею на траве, участвовал в летних Олимпийских играх 1960 и 1964 годов.